# Kainuu
Kainuu (en finès: Kainuu i en suec: Kajanaland) és una regió del nord-est de Finlàndia amb capital a Kajaani. Limita amb les regions d'Ostrobòtnia del Nord, Savònia Septentrional, Carèlia Septentrional, i amb Rússia.

## Municipis

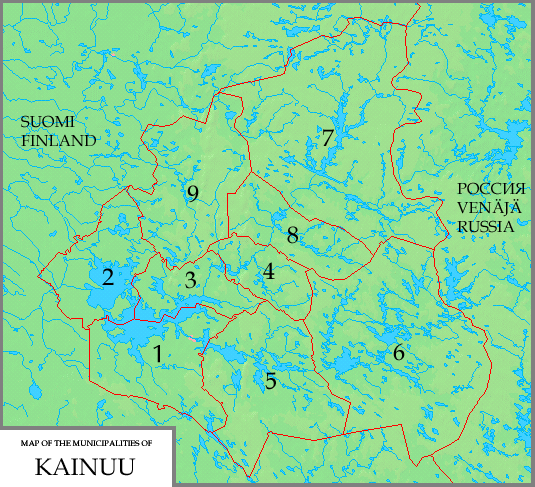
Els municipis de Kainuu:
1. Kajaani
2. Vaala
3. Paltamo
4. Ristijärvi
5. Sotkamo
6. Kuhmo
7. Suomussalmi
8. Hyrynsalmi
9. Puolanka

La Regió de Kainuu està dividida en 9 municipis:
| - Hyrynsalmi - Kuhmo - Puolanka - Suomussalmi - Kajaani | - Paltamo - Ristijärvi - Sotkamo - Vaala |